# Partido das Reformas Sociais
Partido das Reformas Sociais (PRS) foi uma sigla partidária brasileira de centro-esquerda a centro direita que disputou sob registro provisório as eleições do ano de 1990, sendo extinto logo em seguida.

## Trajetória eleitoral
Embora tivesse realizado as exigências da lei eleitoral, que obriga o partido a constituir diretórios em 9 estados, o PRS lançou candidaturas apenas em Minas Gerais, sendo criado exclusivamente para abrigar o ex-governador Hélio Garcia, que decidiu lançar sua candidatura a um novo mandato.
Com o partido integrando a coligação "Movimento Unidade Mineira" juntamente com PTB e PL, e tendo como vice na chapa o empresário Arlindo Porto, Hélio Garcia venceu o candidato Hélio Costa, do PRN (atual Agir), mesmo partido do então presidente Fernando Collor de Mello, nos 2 turnos, com 40% no primeiro turno e 51% no segundo. O PRS elegeu ainda 4 deputados federais (Israel Pinheiro Filho, José Aldo dos Santos, Roberto Brant e José Resende de Almeida).
Em 1992, o TSE indeferiu o pedido de registro definitivo do PRS, que só cumpriu as exigências somente em Minas Gerais, no Distrito Federal e em Pernambuco. Utilizava o número de registro 71.